# SpongeBob Film: Na ratunek
SpongeBob Film: Na ratunek (ang. SpongeBob The Movie: Sponge on the Run) – amerykańsko-południowokoreański pełnometrażowy film z 2020 roku wyprodukowany przez Nickelodeon na podstawie serialu SpongeBob Kanciastoporty. Zrealizowany został w formie połączenia animacji komputerowej i filmu aktorskiego. Film jest kontynuacją filmu SpongeBob: Na suchym lądzie z 2015 roku. Film dedykowany pamięci twórcy serialu Stephena Hillenburga (zm. 2018).

## Fabuła
SpongeBob i Patryk wyruszają w misję ratunkową do zaginionego miasta Atlantic City, aby uratować ślimaka SpongeBoba, Gacusia, który został porwany przez króla Posejdona. Film ukazuje również pierwsze spotkanie SpongeBoba i Gacusia z czasów dzieciństwa.

## Obsada
- Tom Kenny – 
  - SpongeBob Kanciastoporty
  - Gacuś Witold Junior
- Antonio Raul Corbo – mały SpongeBob
- Bill Fagerbakke – Patryk Rozgwiazda
  - Jack Gore – mały Patryk
- Rodger Bumpass – Skalmar Obłynos
  - Jason Maybaum – mały Skalmar
- Clancy Brown – Eugeniusz Krab
- Mr. Lawrence – Plankton
- Jill Talley – Karen
- Carolyn Lawrence – Sandy Pysia
  - Presley Williams – mała Sandy Pysia
- Mary Jo Catlett – Pani Puff
- Matt Berry – Król Posejdon
- Awkwafina – Otto
- Keanu Reeves – Łebski
- Snoop Dogg – The Gambler
- Danny Trejo – El Diablo
- Tiffany Haddish – Mistrz ceremonii
- Reggie Watts – Kanclerz

### Wersja polska
- Jacek Kopczyński –
  - SpongeBob Kanciastoporty,
  - Łebski
- Krzysztof Tymiński – mały SpongeBob Kanciastoporty
- Paweł Szczesny – Patryk Rozgwiazda
  - Paweł Szymański – mały Patryk Rozgwiazda
- Szymon Kuśmider – Król Posejdon
- Mirosław Zbrojewicz – Eugeniusz H. Krab
- Dariusz Odija – Sheldon J. Plankton
- Monika Pikuła – Sandy Pysia
  - Katarzyna Mogielnicka – mała Sandy Pysia
- Zbigniew Suszyński – Skalmar Obłynos* Krzysztof Tymiński – Mały SpongeBob Kanciastoporty* Maciej Radel – Kanclerz* Katarzyna Łaska-Kaczanowska – Otto* Anna Szymańczyk – Tiffany* Jakub Wieczorek – El Diablo* Jacek Brzostyński – Narrator* Paweł Szymański – Mały Patryk Rozgwiazda* Katarzyna Mogielnicka – Mała Sandy Pysia
- Jan Pigoń – Mały Skalmar Obłynos** Jan Pigoń – mały Skalmar Obłynos
- Maciej Radel – Kanclerz
- Katarzyna Łaska-Kaczanowska – Otto
- Anna Szymańczyk – Tiffany
- Jakub Wieczorek – El Diablo
- Jacek Brzostyński – Narrator
- Monika Wierzbicka – Karen

## Premiera
Premiera filmu początkowo miała mieć miejsce w lutym 2019 roku, ale z powodu zmiany planów została opóźniona o 1,5 roku - zaplanowano ją na lato 2020 roku. Ze względu na pandemię COVID-19 Paramount Pictures, producent filmu, podjął decyzję o wycofaniu animacji z dystrybucji kinowej na całym świecie. Film po raz pierwszy ukazał się w Kanadzie 14 sierpnia 2020 roku, zaś jego światowa premiera (jak i również polska) miała miejsce 5 listopada 2020 roku w serwisie Netflix. W USA film ukazał się 4 marca 2021 roku w serwisie Paramount+.